# Lista (métro de Madrid)
Lista est une station de la ligne 4 du métro de Madrid. Elle est située sous l'intersection entre les rues du Comte de Peñalver et José Ortega y Gasset, dans l'arrondissement de Salamanca, à Madrid en Espagne.

## Situation sur le réseau
Elle est située entre Goya au sud, en direction de Argüelles et Diego de León au nord, en direction de Pinar de Chamartín.
Elle possède deux voies et deux quais latéraux.

## Histoire
La station est ouverte le 17 septembre 1932, lors de la mise en service d'une section de la ligne 2 entre Goya et Diego de León, intégrée à la ligne 4 le 2 octobre 1958. Elle porte le nom d'Alberto Lista (1775-1848), mathématicien, poète, journaliste et critique littéraire, donné à la rue située à proximité et rebaptisée en 1955 du nom de José Ortega y Gasset.

## Services aux voyageurs

### Accès et accueil
La station possède deux accès équipés d'escaliers, mais sans escalier mécanique ni ascenseur.

### Intermodalité
La station est en correspondance avec les lignes d'autobus nos 1, 26, 61, 74 et N3 du réseau EMT.